# Talcher Thermal Power Station Township
Talcher Thermal Power Station Township là một thị trấn thống kê (census town) của quận Anugul thuộc bang Orissa, Ấn Độ.

## Nhân khẩu
Theo điều tra dân số năm 2001 của Ấn Độ, Talcher Thermal Power Station Township có dân số 6616 người. Phái nam chiếm 55% tổng số dân và phái nữ chiếm 45%. Talcher Thermal Power Station Township có tỷ lệ 85% biết đọc biết viết, cao hơn tỷ lệ trung bình toàn quốc là 59,5%: tỷ lệ cho phái nam là 89%, và tỷ lệ cho phái nữ là 80%. Tại Talcher Thermal Power Station Township, 8% dân số nhỏ hơn 6 tuổi.